# Stróża (województwo lubelskie)
Stróża – wieś w Polsce położona w województwie lubelskim, w powiecie kraśnickim, w gminie Kraśnik.
| SIMC    | Nazwa | Rodzaj      |
| ------- | ----- | ----------- |
| 0384006 | Rudki | osada leśna |

Wieś szlachecka położona była w drugiej połowie XVI wieku w powiecie urzędowskim województwa lubelskiego. Za Królestwa Polskiego istniała gmina Stróża. 
W latach 1975–1998 miejscowość położona była w województwie lubelskim.
Wieś stanowi sołectwo gminy Kraśnik. Według Narodowego Spisu Powszechnego (III 2011 r.) wieś liczyła 819 mieszkańców. 
Wierni Kościoła rzymskokatolickiego należą do parafii Wniebowzięcia Najświętszej Maryi Panny w Kraśniku.

## Historia
Pierwsze wzmianki o parafii w Stróży pojawiają się w rejestrach parafii archidiakonatu lubelskiego w 1325 roku. Kościół w Stróży miał zapewne charakter obronny, a osada pełniła funkcje strażnicze. Cechy te zawarte są w nazwie osady i usytuowaniu w pobliżu szlaków handlowych od Zawichostu do Lublina i Grodów Czerwieńskich. W rachunkach świętopietrza i dziesięciny papieskiej parafia w Stróży występuje w latach 1325-13742. Następne wzmianki o Stróży to rok 1377, w którym to król Ludwik Węgierski nadaje miasto królewskie Kraśnik z przyległymi wsiami, między innymi Stróżą dwóm braciom Iwanowi i Dymitrowi z Goraja. W 1403 r. wzmiankowany jest kościół parafialny św. Pawła w Kraśniku, który zapewne przejął parafię w Stróży, ponieważ nie odnajdujemy już wzmianek o tej parafii. W 1405 r. poprzez małżeństwo córki Dymitra Anny z Andrzejem Tęczyńskim dobra te przechodzą na własność rodu Tęczyńskich i pozostają w ich posiadaniu do poł. XVI w. Po Tęczyńskich właścicielami Kraśnika i Stróży byli Słuccy, Radziwiłłowie i Ossolińscy, a w 1604 r. dobra kraśnickie przeszły na własność Jana Zamoyskiego, hetmana wielkiego koronnego, który włączył je do kompleksu Ordynacji Zamoyskiej. W Stróży powstał dwór i folwark Ordynacji Zamoyskiej, jeden z najlepiej prosperujących i często odwiedzany przez kolejnych ordynatów. 
W dworze w 1739 r. przyszedł na świat Ordynat Klemens Zamoyski. Ordynat Klemens Zamoyski zachorował i w 1766 r. matka Klemensa, Teresa Aniela z Michałowskich Zamoyska ufundowała w pobliżu dworu, w obrębie folwarku w Stróży „oratorium hoc triangulum muratum” pod wezwaniem Św. Trójcy. W obliczu choroby syna powstała w szybkim tempie kaplica wotywna poświęcona Opatrzności Bożej, którą erygowano już 9 stycznia 1767 r., jednak ordynat niebawem zmarł 15 maja 1767 r.  
Wezwanie kaplicy Św. Trójcy wiąże się symbolicznie z rozplanowaniem na rzucie trójkąta równobocznego. Inspiracją do powstania kaplicy w takim kształcie był znany fundatorce z autopsji kościół bonifratrów w Munster (1745), którego patronem był święty Klemens. Zamysł fundatorki zrealizował działający na Lubelszczyźnie austriacki architekt Józef Horsch. Murowana kaplica Św. Trójcy w Stróży założona na rzucie trójkąta równobocznego, powstała jako element układu przestrzennego założenia dworsko-folwarcznego Ordynacji Zamoyskiej. Pierwotnie kaplica Św. Trójcy wyposażona była w ołtarz główny p.w. św. Trójcy i dwa ołatrze boczne św. Walentego oraz św. Jana Nepomucena. Obecnie stanowi jeden z pięciu obiektów o tym charakterze na terenie Polski zbudowanym na planie trójkąta.   
Folwark i budynki dworskie obecnie nie istnieją, a od 1977 roku teren ten zajmuje cmentarz parafialny. 
Zachował się dworski starodrzew z pomnikowymi okazami lipy drobnolistnej, jawora i białych kasztanowców.

## Sport
W Stróży działa klub piłki nożnej LKS Stróża, występujący w 5 lidze (liga okręgowa) w piłce nożnej, grupa [Lublin](sezon [2019]/[2020]).
W Stróży działa również klub tenisa stołowego LUKS Stróża obecnie nie występujący w żadnej lidze.

## Transport
Miejscowość leży przy drodze krajowej nr 19 łączącej Białystok z Lublinem i Rzeszowem.